# Antički brodolom kod rta Izmetišta, Sveti Klement
Ostatci antičkog brodoloma nalaze se kod otoka Svetog Klementa, Paklinski otoci, Grad Hvar.

## Opis dobra
Sa sjeverozapadne strane rta Izmetište kod otoka sv. Klement, u arhipelagu Paklinskih otoka, na pješčanom dnu, nalaze se ostaci brodoloma. Vidljivi na morskom dnu, nalaze se razbacani ostaci keramičkog posuđa. Lokacija je bila cjelovito istražena. Posuđe pripada grupi ECW (Eastern Coarse Ware) keramike, što brodolom datira u razdoblje 1. – 2. stoljeće. Manji dio tereta još je pod pijeskom.

## Zaštita
Pod oznakom Z-45 zavedena je kao nepokretno kulturno dobro - pojedinačno, pravna statusa zaštićena kulturnog dobra, klasificirano kao "arheološka baština".

## Vanjske poveznice
- PAKLENI OTOCI – Podvodna nalazište »Antički brodolom (2)« Topographie und Trim - Hvar